# Francesco Bernardo
Francesco Bernardo (Venezia, 1517 – Venezia, 1556) è stato un diplomatico e imprenditore italiano, cittadino della Repubblica di Venezia.
Contribuì, con il suo intervento, al raggiungimento della pace di Arles nel 1546 tra Enrico VIII d'Inghilterra e Francesco I di Francia

## Biografia
I Bernardo furono una nobile famiglia veneziana, arricchitasi sfruttando la Laguna veneta con la vallicultura, per poi far parte della vita pubblica cittadina. Francesco nacque a Venezia nel 1517 da Benedetto di Marco. Poco si conosce della sua infanzia. Si recò con le sue navi in Inghilterra quando era molto giovane e benché non fosse riuscito a primeggiare nella vendita delle sue mercanzie, ottenne la stima dal re Enrico VIII. Fu proprio grazie a questo riconoscimento che poté partecipare ai negoziati del 1546 fra il re e Francesco I di Francia, incontri che portarono alla pace.
Il ruolo del Bernardo iniziò nel 1546 quando venne mandato alla corte di Francia, emissario di Enrico VIII, per valutare se le possibilità di raggiungere una pace fossero reali. Questo suo intervento, che sarebbe stato ben accetto da Venezia, il veneziano lo compì tuttavia senza avvisare la città lagunare. Riuscì però a concordare un incontro a Calais delle due parti, rappresentate rispettivamente dal barone di Retz Claudio di Annebault e dall'ammiraglio e visconte di Lisle Giovanni Dudley.
Sebbene entrambi fossero ossessionati dal crescere del potere di Carlo V d'Asburgo, ed avessero buoni motivi per porre fine al conflitto (i francesi avevano speso troppe risorse economiche, mentre Enrico VIII aveva da risolvere i problemi con la Scozia), non si riusciva a trovare un punto d'incontro. L'intervento di Francesco fu fondamentale: egli infatti era interessato a commerciare su entrambe le sponde della Manica, perciò riuscì a velocizzare la conclusione degli accordi, che erano stagnanti. Nel mese di maggio ricevette nuove consegne di Enrico VIII da riferire alla delegazione inglese, furono così ripresi i contatti raggiungendo un accordo il 7 giugno 1546.

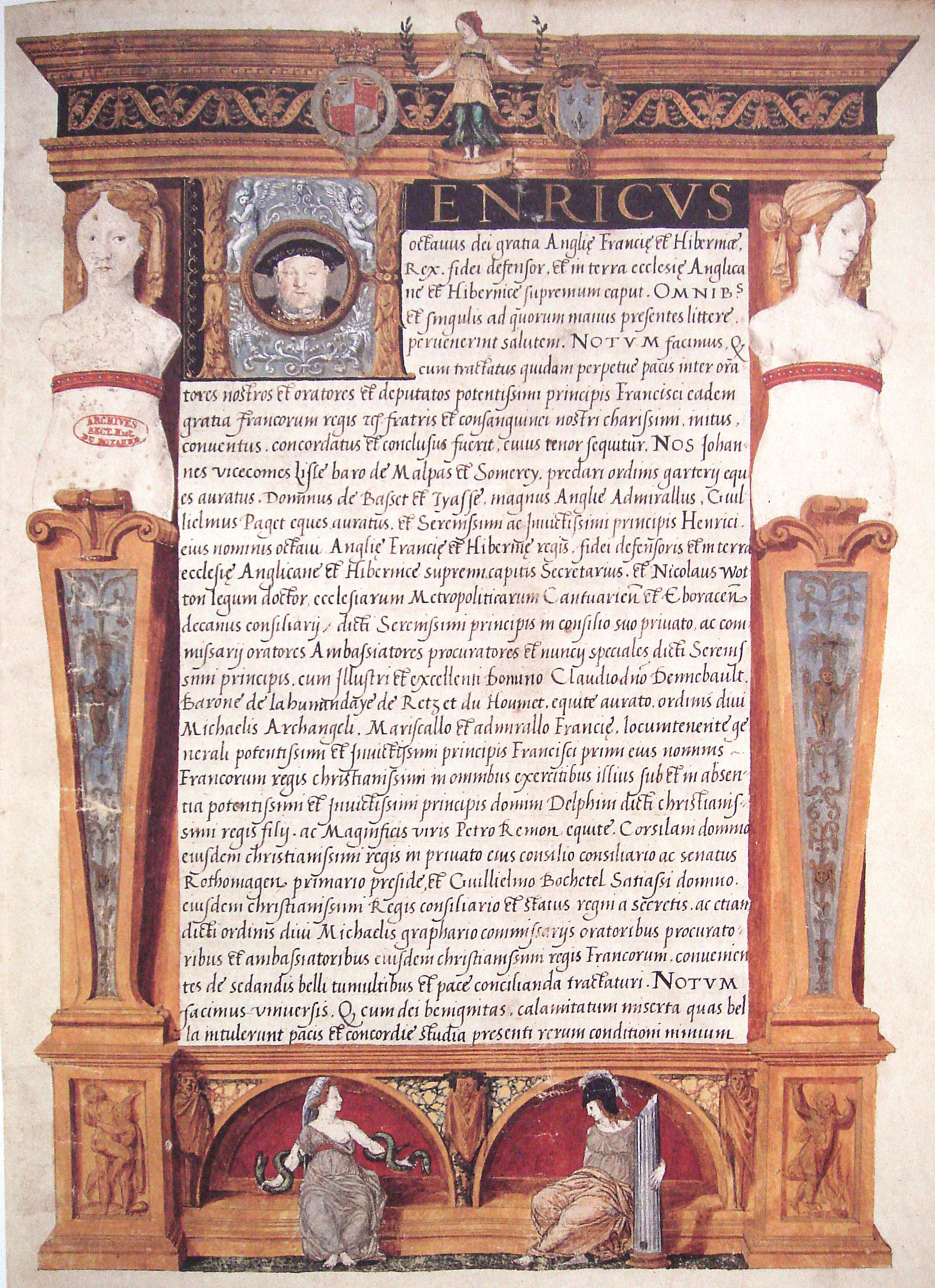
trattato di Ardres 1546

Dopo l'esito positivo dell'intervento del Bernardo, re Enrico VIII lo incaricò di allacciare rapporti con il nunzio pontificio Gerolamo Dandino, chiedendo di poter presenziare al Concilio ecumenico che si sarebbe tenuto in Francia. Il re scismatico avrebbe infatti voluto riallacciare i rapporti con la Chiesa romana, ma papa Paolo III non accondiscese a questo incontro. Il Dandino scrisse il 29 settembre 1546 
(Girolamo Dandino (Arch. Segreto Vaticano, Segr. Stato Francia, A A., I-XVIII, c. 118 r))
La risposta negativa del pontefice non cambiò l'opinione favorevole che aveva Enrico VIII per Francesco Bortolo, e a riconoscenza delle sue prestazioni gli accordò una rendita pensionistica annua. Egli fece ritorno a Venezia nel 1547 dopo la morte del re, ma la Serenissima gli tolse le due pensioni che si era guadagnato collaborando al raggiungimento della pace tra la Francia e L'Inghilterra. Sebbene la pace fosse stata favorevole anche per la città lagunare, la legge veneziana non concedeva di godere diritti che provenissero da paesi esteri. Venne invece nominato nel 1548 podestà di Vicenza, e forse contattato dal papa perché riprendesse i rapporti con la corte inglese: la riappacificazione questa volta veniva dalla Chiesa di Roma, la cosa però non ebbe mai un risvolto positivo.
Mantenne la carica di podestà per un biennio. Fu poi nominato Bailo di Costantinopoli nel 1556, ma nel mese di marzo morì improvvisamente a Venezia.